# Десине
Десине је насеље у Србији у општини Велико Градиште у Браничевском округу. Према попису из 2022. било је 427 становника.

## Демографија
У насељу Десине живи 560 пунолетних становника, а просечна старост становништва износи 41,6 година (39,8 код мушкараца и 43,2 код жена). У насељу има 179 домаћинстава, а просечан број чланова по домаћинству је 4,01.
Ово насеље је великим делом насељено Србима (према попису из 2002. године).
|  |

| Демографија | Демографија | Демографија |
| Година      | Становника  | Становника  |
| ----------- | ----------- | ----------- |
| 1948.       | 1.290       |             |
| 1953.       | 1.299       |             |
| 1961.       | 1.258       |             |
| 1971.       | 1.209       |             |
| 1981.       | 1.176       |             |
| 1991.       | 1.081       | 812         |
| 2002.       | 717         | 1.058       |
| 2011.       | 519         |             |

| Етнички састав према попису из 2002.‍ | Етнички састав према попису из 2002.‍ | Етнички састав према попису из 2002.‍ | Етнички састав према попису из 2002.‍ | Етнички састав према попису из 2002.‍ |
| ------------------------------------ | ------------------------------------ | ------------------------------------ | ------------------------------------ | ------------------------------------ |
|                                      |                                      |                                      |                                      |                                      |
| Срби                                 | Срби                                 |                                      | 711                                  | 99,16%                               |
| Румуни                               | Румуни                               |                                      | 4                                    | 0,55%                                |
| Црногорци                            | Црногорци                            |                                      | 1                                    | 0,13%                                |
| непознато                            | непознато                            |                                      | 1                                    | 0,13%                                |

| Година пописа     | 1948. | 1953. | 1961. | 1971. | 1981. | 1991. | 2002. |
| ----------------- | ----- | ----- | ----- | ----- | ----- | ----- | ----- |
| Број домаћинстава | 269   | 275   | 261   | 237   | 226   | 202   | 179   |

| Број чланова      | 1  | 2  | 3  | 4  | 5  | 6  | 7 | 8 | 9 | 10 и више | Просек |
| ----------------- | -- | -- | -- | -- | -- | -- | - | - | - | --------- | ------ |
| Број домаћинстава | 23 | 30 | 27 | 23 | 29 | 28 | 7 | 9 | 3 | 0         | 4,01   |

| Пол    | Укупно | Неожењен/Неудата | Ожењен/Удата | Удовац/Удовица | Разведен/Разведена | Непознато |
| ------ | ------ | ---------------- | ------------ | -------------- | ------------------ | --------- |
| Мушки  | 282    | 53               | 184          | 35             | 7                  | 3         |
| Женски | 301    | 22               | 193          | 76             | 9                  | 1         |
| УКУПНО | 583    | 75               | 377          | 111            | 16                 | 4         |

| Пол    | Укупно                    | Пољопривреда, лов и шумарство | Рибарство                            | Вађење руде и камена | Прерађивачка индустрија       |
| ------ | ------------------------- | ----------------------------- | ------------------------------------ | -------------------- | ----------------------------- |
| Мушки  | 184                       | 174                           | 0                                    | 0                    | 0                             |
| Женски | 147                       | 141                           | 0                                    | 0                    | 0                             |
| УКУПНО | 331                       | 315                           | 0                                    | 0                    | 0                             |
| Пол    | Производња и снабдевање   | Грађевинарство                | Трговина                             | Хотели и ресторани   | Саобраћај, складиштење и везе |
| Мушки  | 0                         | 1                             | 3                                    | 0                    | 1                             |
| Женски | 0                         | 0                             | 1                                    | 0                    | 0                             |
| УКУПНО | 0                         | 1                             | 4                                    | 0                    | 1                             |
| Пол    | Финансијско посредовање   | Некретнине                    | Државна управа и одбрана             | Образовање           | Здравствени и социјални рад   |
| Мушки  | 0                         | 1                             | 1                                    | 1                    | 0                             |
| Женски | 0                         | 0                             | 0                                    | 3                    | 2                             |
| УКУПНО | 0                         | 1                             | 1                                    | 4                    | 2                             |
| Пол    | Остале услужне активности | Приватна домаћинства          | Екстериторијалне организације и тела | Непознато            | Непознато                     |
| Мушки  | 2                         | 0                             | 0                                    | 0                    | 0                             |
| Женски | 0                         | 0                             | 0                                    | 0                    | 0                             |
| УКУПНО | 2                         | 0                             | 0                                    | 0                    | 0                             |